# Euro Plaza

Logo des Euro Plaza

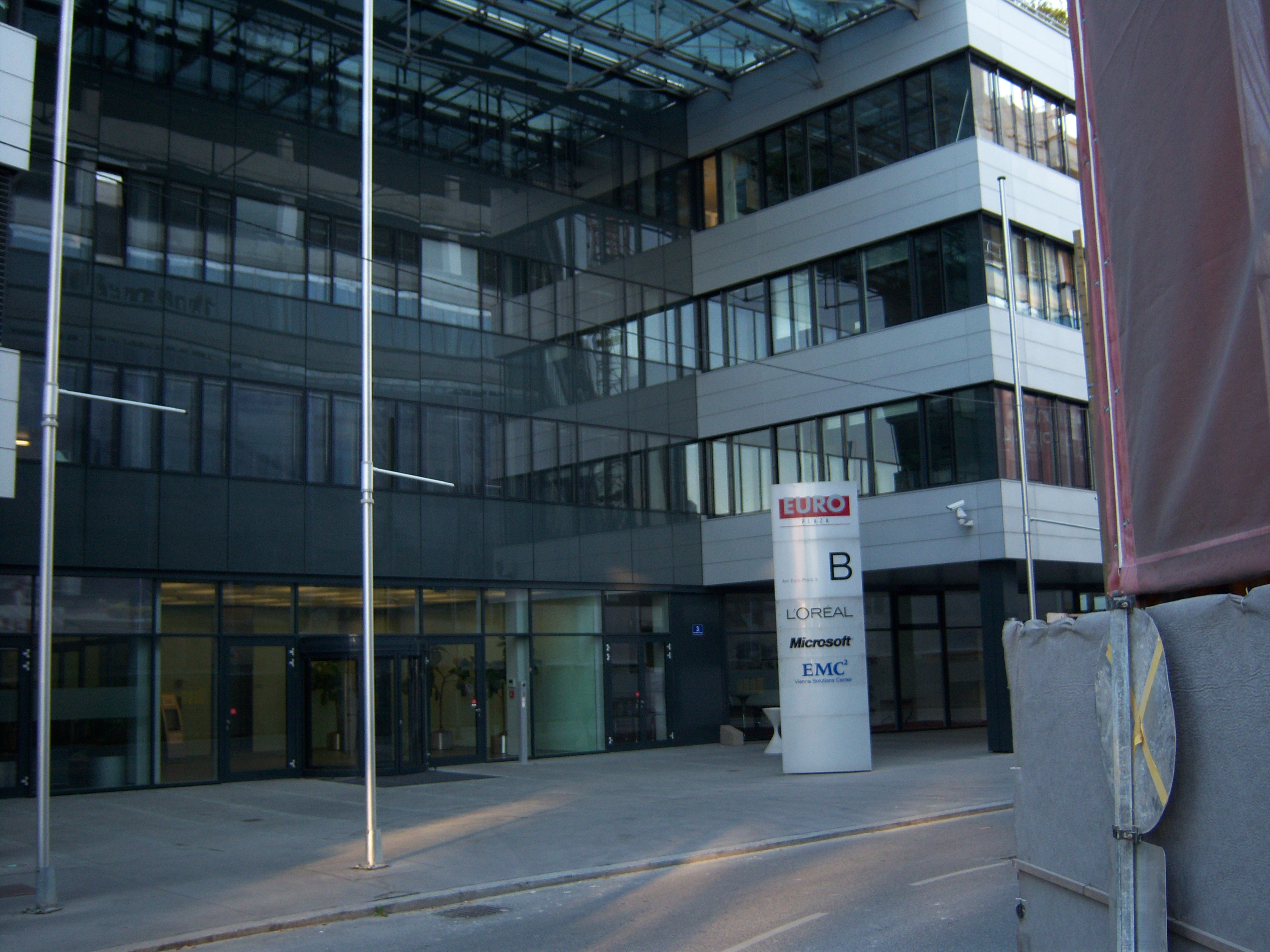
Euro Plaza, Bauteil B

Das Euro Plaza ist ein vom Wiener Architekturbüro Neumann und Partner konzipierter Businesspark in Wien-Meidling mit 212.000 m² Nutzfläche. Er liegt direkt an der Wienerbergstraße westlich des Naherholungsgebietes Wienerberg. Zum Euro Plaza gehören neben den Bauteilen A-G auch die Bürohäuser Pottendorfer Straße 15, Wagenseilgasse 5-7, Wienerbergstraße 51 sowie eine Parkgarage. Es haben einige Konzerne ihre österreichischen Hauptniederlassungen in den bereits fertigen Bauten angesiedelt. So ist seit 2002 die Zentrale von Microsoft Österreich hier. Sony Austria und Hewlett-Packard, mit etwa 1000 Mitarbeitern, sind dort niedergelassen.

## Bauphasen
Die Bebauung ist in mehrere Bauphasen aufgeteilt. Im August 2001 wurde mit der Bauphase 1 (Bauteile A-C) begonnen, welche Ende 2002 fertiggestellt wurde. Mittlerweile wurden auch die Bauphasen 2 (Bauteile D-E), 3 (Bauteil F), 4 (Bauteil G und Parkgarage) sowie die Bauphase 10 (Wagenseilgasse 14) fertiggestellt. Ende 2012 wurde die Bauphase 5, die Errichtung von drei weiteren Bürogebäuden begonnen, welche im Herbst 2013 teilweise, und 2014 endgültig fertiggestellt wurde. 2016 wurde mit der Bauphase 6 begonnen, welche im Mai 2017 fertiggestellt und übergeben wurde.